# Ouandja-Kotto
Pour les articles homonymes, voir Kotto.
Ouandja-Kotto est une commune rurale de la préfecture de la Haute-Kotto, en République centrafricaine. Elle s’étend à l’est de la localité de Ouadda et doit son nom à deux cours d’eau : la Ouandja et la  Kotto.

## Géographie
Située au nord de la préfecture de Haute-Kotto, la commune est limitrophe de la préfecture de Vakaga.
| Vokouma | Ouandja      |         |
| Ouadda  | Daho-Mboutou | Yalinga |
|         | Yalinga      |         |

## Villages
La commune est constituée de 36 villages recensés en 2003 : Alias 1, Alias 2, Aviation, Bandassa (1, 2), Garba, Gboka 1, Gboka 2, Kotto 1, Kotto 2, Kotto 3, Kotto 6, Kpetene, Mission 1, Mission 2, Mission 3, Ngoamandja, Ouandja 2, Yangou Diamant 1, Yangou Diamant 2, Yangou Diamant 3, Yangou Jardin, Yangou-Bamara, Yangoussamba, Yangou-Wassa, Yangou-Yegbandi.

## Éducation
La commune compte 8 écoles en 2013 : Gbali-Kopo, Sam-Ouandja A et Sam-Ouandja B, Yangou-Bamara, Kaga Kouyanga, Kpehgbéré, Kotto 3 et Gbadjangolo.